# З'їзд адвокатів України
З'їзд адвокатів України є вищим органом адвокатського самоврядування України, який скликається Радою адвокатів України не рідше одного разу на три роки або на вимогу не менш як однієї десятої від загальної кількості адвокатів, включених до Єдиного реєстру адвокатів України, або не менш як однієї третини рад адвокатів регіонів.

## Загальна характеристика
До складу з'їзду адвокатів України входять делегати, які обираються конференціями адвокатів регіонів шляхом голосування відносною більшістю голосів делегатів, які беруть участь у конференції.
Квота представництва, порядок висування та обрання делегатів з'їзду адвокатів України, порядок проведення з'їзду адвокатів України встановлюються Радою адвокатів України.
У разі якщо Рада адвокатів України не скликає З'їзд адвокатів України протягом шістдесяти днів з дня надходження пропозиції про скликання З'їзду, адвокати або представники рад адвокатів регіонів, які підписали таку пропозицію, приймають рішення про утворення організаційного бюро зі скликання З'їзду адвокатів України. Організаційне бюро має право скликати та забезпечувати проведення З'їзду адвокатів України, визначати особу, що головує на засіданні З'їзду.
Про день, час і місце початку роботи з'їзду адвокатів України та питання, що вносяться на його обговорення, адвокати повідомляються не пізніш як за двадцять днів до дня початку роботи з'їзду. З'їзд адвокатів України є правомочним, якщо в ньому бере участь більше половини обраних делегатів, які представляють більшість конференцій адвокатів регіонів.
Рішення з'їзду адвокатів України приймаються шляхом голосування більшістю голосів делегатів, що беруть участь у з'їзді.

## Повноваження
З'їзд адвокатів має такі повноваження:
1. обирає голову і заступників голови Ради адвокатів України, голову і заступників голови Вищої кваліфікаційно-дисциплінарної комісії адвокатури, голову і членів Вищої ревізійної комісії адвокатури та достроково відкликає їх з посад;
2. затверджує статут Національної асоціації адвокатів України та вносить до нього зміни;
3. затверджує правила адвокатської етики;
4. затверджує положення про Раду адвокатів України, положення про Вищу кваліфікаційно-дисциплінарну комісію адвокатури, положення про Вищу ревізійну комісію адвокатури;
5. розглядає та затверджує звіти Ради адвокатів України, Вищої кваліфікаційно-дисциплінарної комісії адвокатури, висновки Вищої ревізійної комісії адвокатури;
6. призначає двох членів Вищої ради правосуддя;
7. затверджує кошторис Ради адвокатів України, кошторис Вищої кваліфікаційно-дисциплінарної комісії адвокатури, затверджує звіт про їх виконання;[1]